# ドラゴンクエストIV抱き合わせ販売事件
ドラゴンクエストIV抱き合わせ販売事件（ドラゴンクエストフォーだきあわせはんばいじけん）は、1990年（平成2年）2月11日にエニックスより発売されたファミリーコンピュータ用ゲームソフト『ドラゴンクエストIV 導かれし者たち』の販売において抱き合わせ商法が行われた事件である。

## 来歴
1990年2月11日に発売された『ドラゴンクエストIV 導かれし者たち』（以下：『ドラゴンクエストIV』）を他のゲームソフトと抱き合わせて販売していたという事件であった。1990年10月13日の新聞記事で抱き合わせ販売を行っていた卸売業者が排除勧告をされたことが掲載される。この勧告に応じなかった業者は1992年2月28日に私的独占の禁止及び公正取引の確保に関する法律（独占禁止法）違反で排除措置命令を受けた。
ドラゴンクエストシリーズは前作の3作がいずれも人気であったため、4作目となる『ドラゴンクエストIV』も人気になり発売日には消費者が店頭に殺到するほどになると見られていた。このため小売業者は『ドラゴンクエストIV』の入荷に躍起になっていた。
大阪府大阪市に本社を置くゲームソフトの卸売会社が、人気のある『ドラゴンクエストIV』を卸売りするに際して、同作を割り当てる本数が従来の取り引き実績と比較して多くなる小売業者には、在庫の中の他のゲームソフト3本を購入することを条件に同作を販売するということを小売業者にさせていた。この結果大阪に本社を置く卸売業者は購入を希望した25社もの小売業者に『ドラゴンクエストIV』を1700本販売したものの、同時に在庫となっていた他のゲームソフト3500本も販売していた。
なお、『ドラゴンクエストIV』に限らず、この当時はファミリーコンピュータの人気ソフトを小売店から消費者に対して抱き合わせで販売することもしばしば行われていた。

## 審判
公正取引委員会はこのような販売を行っている卸売業者に独占禁止法違反であるために勧告を行ったものの応諾しなかったために審判が行われることとなった。審判が行われた結果、抱き合わせ販売を行っていた卸売業者は独占禁止法第19条の規定に違反しているということになった。卸売業者はこれまでに人気ゲームソフトを販売する条件として同社の他のゲームソフトも抱き合わせで購入させていたのを今後は取りやめるということを取引先小売業者に周知徹底させられることになった。

### 不当性
不公正な取引方法（一般指定）第10項に規定する不当とは公正な競争を阻害する恐れがあるということと解されるが、本件の場合では買い手は抱き合わせ商品の購入を強制されることになるために商品選択の自由が妨げられ、この結果良質で廉価な商品を顧客が獲得するという能率競争が侵害され、競争秩序に悪影響を及ぼしていると判断された。
卸売業界においてのゲームソフトというのは、現実には人気商品というのは販売されるうちのほんの一部にすぎず、ゲームソフトは原則として返品できないために流通業者が在庫を抱えるというものであった。このために流通業者は在庫品を処分するために人気商品と不人気商品を抱き合わせで販売するということは稀なことではなかった。本件以前から抱き合わせでの販売を行うことに対しては公正取引委員会からの警告は行われていた。
本件で行われた抱き合わせ販売というのは、その性質上や市場の実態から見て反復性や伝播性があり、さらに広い範囲での抱き合わせ販売が行われる契機となる危険性を有するために、本件での抱き合わせ販売というのは商品市場においての競争秩序に悪影響を及ぼす恐れがあると認められた。